# Industriehaus Pforzheim

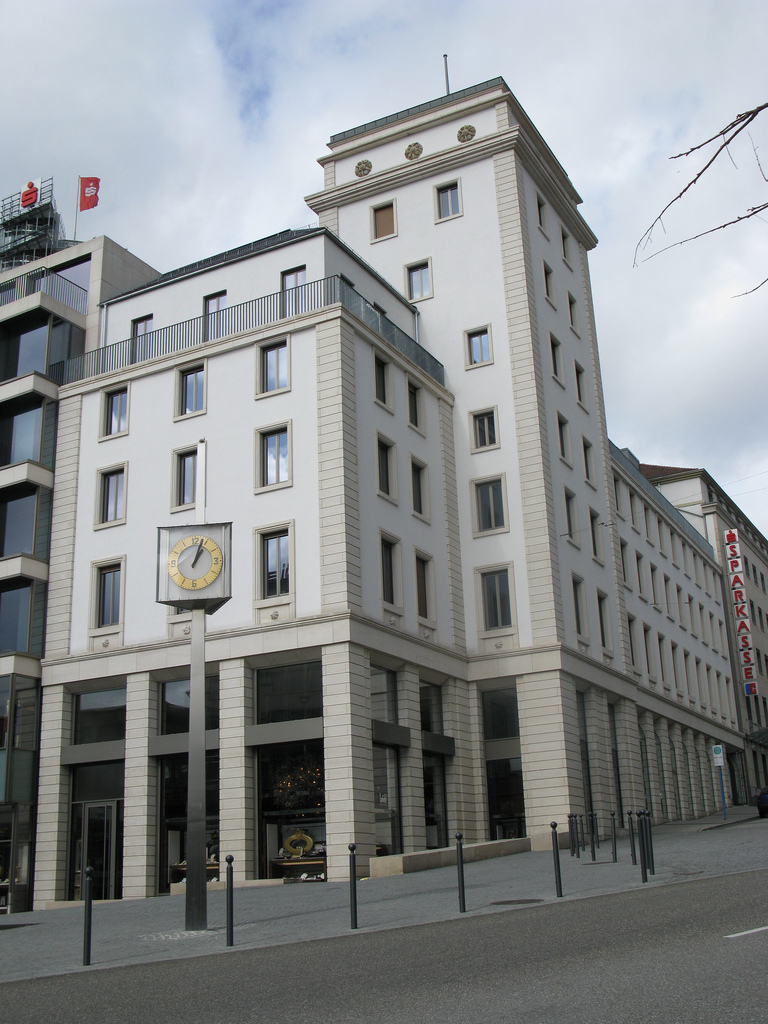
Neubau des Industriehauses (Aufnahme 2008)

Das 1925 erbaute Industriehaus war als Messehaus der Pforzheimer Schmuckindustrie mit seinem markanten Turm ein wichtiger Bau der Pforzheimer Stadtsilhouette. Insbesondere dadurch, dass es als nahezu einziger Bau der Pforzheimer Innenstadt den britischen Bombenangriff vom 23. Februar 1945 überstand, galt es in den Aufbaujahren nach 1945 den Pforzheimern als Hoffnungssymbol.
Die Entwürfe des Architekten Karl Schradin entstanden unter beratender Mitwirkung von Hermann Billing nach vorangehendem Wettbewerb im Jahr 1924. Den Wiederaufbau nach der Kriegszerstörung leitete der Pforzheimer Architekt Theo Preckl jun. wobei insbesondere die Fenster zum Leopoldplatz in Lage und Form verändert wurden.
Im Industriehaus hatte u. a. der Rechtsanwalt Karl Doerner seine Kanzlei.
2003 wurde das denkmalgeschützte Gebäude abgerissen. Die Rosetten-Ornamente am Turmkopf, entworfen von dem Bildhauer Max Kassube (Pforzheim) wurden beim Abbruch geborgen. Es wurde ein äußerlich an das Original erinnernder Neubau errichtet, der in seinem Inneren die Schmuckwelten Pforzheim (Erlebniswelt rund um das Thema Schmuck und Uhren auf 4000 m²) sowie im Untergeschoss das Pforzheimer Mineralienmuseum mit über 5000 Exponaten enthält. Die Eröffnung war am 17. Juni 2005.